# Largario
Largario è una frazione di 25 abitanti del comune svizzero di Acquarossa, nel Canton Ticino (distretto di Blenio).

## Storia

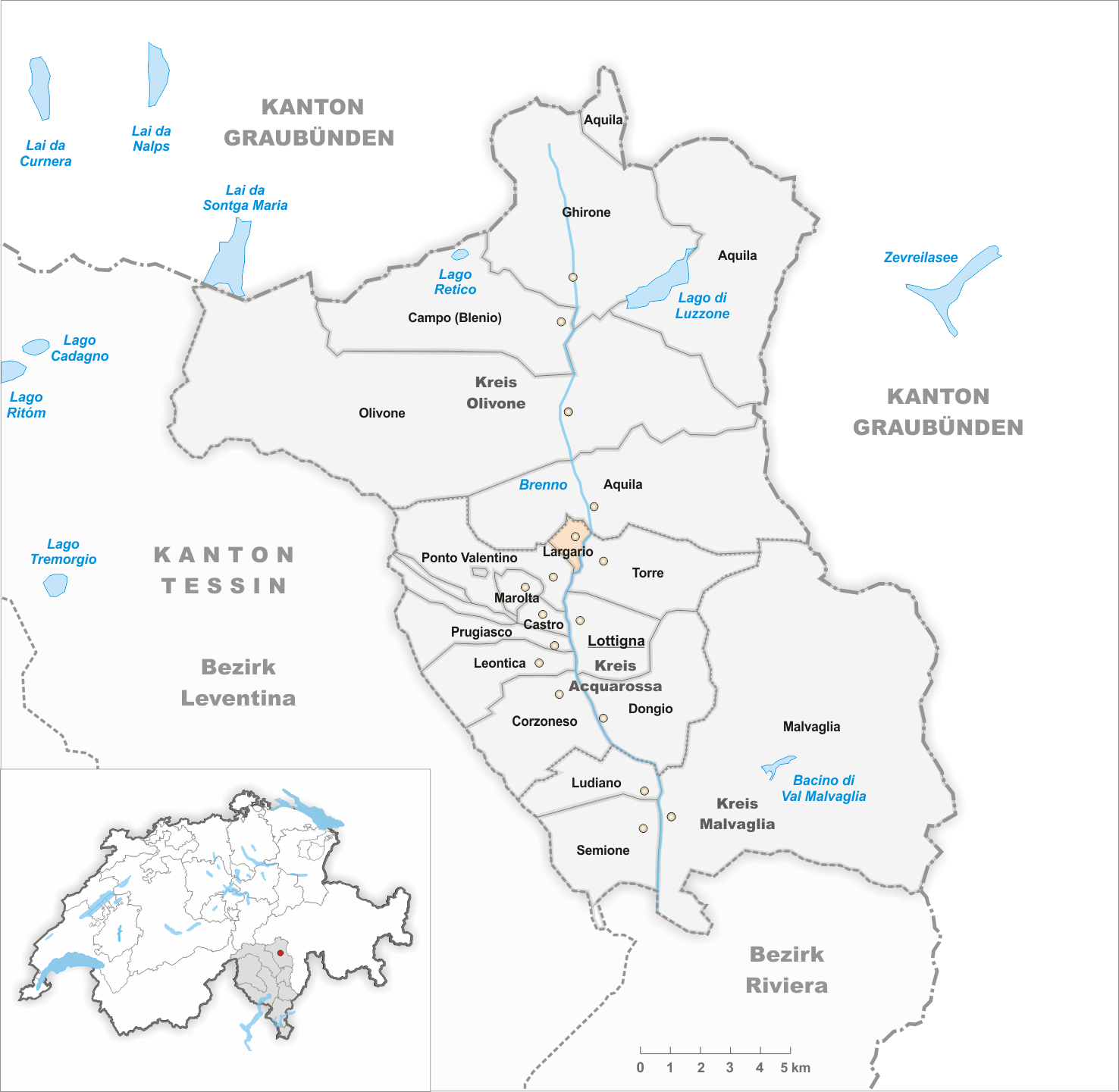
Il territorio del comune di Largario prima degli accorpamenti comunali del 2004

Fino al 3 aprile 2004 è stato un comune autonomo che si estendeva per 1,25 km²; il 4 aprile 2004 è stato accorpato agli altri comuni soppressi di Castro, Corzoneso, Dongio, Leontica, Lottigna, Marolta, Ponto Valentino e Prugiasco per formare il nuovo comune di Acquarossa.

## Monumenti e luoghi d'interesse
- Chiesa parrocchiale dei Santi Pietro e Paolo[1] attestata nel 1283[2][3];
- Oratorio dei Santi Rocco e Sebastiano[senza fonte];
- Archivio parrocchiale, che conserva preziosi documenti storici[4].

## Società

### Evoluzione demografica
L'evoluzione demografica è riportata nella seguente tabella:
Abitanti censiti

## Amministrazione
Ogni famiglia originaria del luogo fa parte del cosiddetto comune patriziale e ha la responsabilità della manutenzione di ogni bene ricadente all'interno dei confini della frazione. Largario condivide un unico patriziato con Campo e Olivone.